# Образование на Сейшельских Островах
Образование на Сейшельских островах бесплатное и обязательное с 6 до 15 лет. С 6 до 10 лет обучение ведется на креольском языке, затем постепенно вводится английский, а в качестве иностранного языка - французский. Страна прошла путь от частных миссионерских школ до обязательного государственного образования в рамках современной образовательной системы. Сейшелы - единственная африканская страна, чья система образования входит в число 50 лучших в мире, занимая 43 место. На Сейшельских островах самый высокий уровень грамотности среди всех стран Африки к югу от Сахары - 96,20 %. По данным  Всемирной книги фактов ЦРУ, на 2018 год, на Сейшельских островах 95,9% населения в возрасте 15 лет и старше являются грамотными.

## История
До середины XIX века на Сейшельских островах формальное образование практически не существовало. В 1851 году римско-католическая и англиканская церкви открыли миссионерские школы. Миссии продолжали управлять средними школами - Сейшельским колледжем под управлением Братьев христианского обучения и монастырем Регина Мунди под управлением Сестер Святого Иосифа Клюнийского - даже после того, как местное правительство стало отвечать за образование в 1944 году, хотя начальные школы были открыты по всем островам, в основном с необученными учителями. После того как в 1959 году был открыт педагогический колледж, "предназначенный для учителей, работающих без предыдущей подготовки, и для подготовки новых преподавателей" (цитата из статьи С. Куинлана "Педагогический колледж" в "Правительственном бюллетене Сейшельских островов" от 27 июля 1961 года), был предложен двухгодичный курс обучения для учителей средней школы или годичный курс для учителей начальной школы, в результате чего появилась возможность подготовки местных учителей. С 1981 года действует система бесплатного образования, требующая посещения всеми детьми с первого по девятый класс, начиная с пятилетнего возраста. Ранее дети школьного возраста были обязаны участвовать в Национальной молодежной службе (НМС).
К концу 1980-х годов уровень грамотности среди детей школьного возраста вырос до 90%. Многие пожилые сейшельцы не учились читать и писать в детстве, но занятия по обучению взрослых помогли поднять уровень грамотности взрослых с 60% до заявленных 85% в 1991 году.

## Текущее состояние
Образование является обязательным до 16 лет и бесплатным в средней школе до 18 лет. Учащиеся должны платить за школьную форму, но учебники и сами образовательные услуги предоставляются бесплатно. В 2002 году общий коэффициент охвата начальным образованием составлял 114%, а чистый коэффициент охвата - 100%. Валовой и чистый коэффициенты охвата основаны на количестве учеников, официально зарегистрированных в начальной школе, и поэтому не обязательно отражают фактическую посещаемость школы. Статистика посещаемости начальной школы по Сейшельским островам отсутствует. По состоянию на 2002 год, 99% детей, начавших обучение в начальной школе, скорее всего, смогут доучиться до 5 класса.
Сначала детей учат читать и писать на креольском языке. Начиная с третьего класса, английский язык используется в качестве языка преподавания некоторых предметов. Французский язык вводится начиная с  шестого класса.
Частное образование было доступно на Сейшельских островах с конца 1960-х годов, однако только в 1994 году сейшельским студентам разрешили посещать негосударственные школы. На Маэ есть три частные школы: Международная школа Сейшельских островов, L'Ecole Francaise и Независимая школа. Есть также школа Монтессори. Международная школа и Независимая школа предлагают курсы A-level (после 16 лет). На Праслене есть одна частная школа - Vijay International School Praslin, которая в настоящее время обучает детей до уровня A-Level. Всего в частном секторе обучается около 2000 студентов.
Студенты могут посещать Сейшельский политехнический институт (1600 студентов в 1991 году) для довузовского обучения или другой подготовки. В 1993 году, реагируя на давление населения, правительство отменило требование о участии в НМС для поступления в Политехнический институт. Однако оно настоятельно рекомендовало студентам закончить НМС до начала трудовой деятельности в возрасте восемнадцати лет. Наибольшее количество студентов обучалось на педагогических курсах (302), в сфере бизнес-образования (255), гуманитарных и естественных наук (226), а также в сфере гостиниц и туризма (132).

### Сейшельский университет
17 сентября 2009 года был основан Сейшельский университет, первый вуз в стране. В настоящее время в нем обучается 175 студентов в двух кампусах. Главный кампус расположен в Анс-Рояль, а второй кампус - в Монт Флери.